# Attila László
Attila László (n. 20 septembrie 1964, Cluj, România) este un senator român, ales în 2012.